# Ips sexdentatus
Ips sexdentatus é uma espécie de insetos coleópteros polífagos pertencente à família Curculionidae.
A autoridade científica da espécie é Börner, tendo sido descrita no ano de 1776.
Trata-se de uma espécie presente no território português.